# Esercito Nazionale Popolare Russo

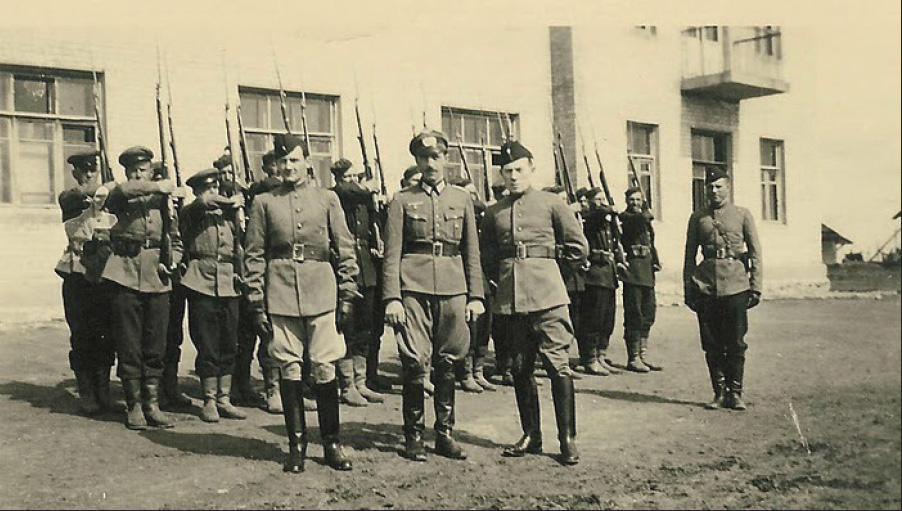
un reparto dell'Esercito Nazionale Popolare Russo a Osintorf. IK Sakharov (a sinistra) e S. N. Ivanov (a destra) con un ufficiale tedesco. 1942.

L'Esercito Nazionale Popolare Russo (in russo: Ру́сская национа́льная наро́дная а́рмия, traslitterato: Rússkaya natsionál'naya naródnaya ármiya) è stato un gruppo paramilitare formato nel territorio occupato dell'URSS e che ha preso parte alla seconda guerra mondiale dalla parte del Terzo Reich.

## Storia
L'idea fu quella di reclutare i russi bianchi emigrati in Germania e andati a vivere a Berlino dopo la sconfitta delle armate bianche nella guerra civile russa, un ingegnere della radio S. Ivanov - rappresentante dell'Organizzazione Fascista Panrussa guidato da Anastasij Andreevič Vonsjackij, che ebbe forti agganci con la Wehrmacht e l'NSDAP.
L'idea ricevette il sostegno di un gruppo di generali e ufficiali della Wehrmacht, in particolare venne sostenuta dal generale Maximilian von Schenkendorf, dal generale Hellmuth Stieff e dal colonnello Claus Schenk von Stauffenberg.
Questa decisione permise di compensare parzialmente le perdite delle truppe tedesche subite nella guerra contro l'Unione Sovietica, l'idea ricevette così il sostegno del comando militare tedesco.
Nell'inverno del 1941-1942. Venne creato un gruppo per la formazione e il comando di unità antisovietiche costituite da prigionieri di guerra sovietici e quindi da emigrati bianchi: S. N. Ivanov, il colonnello K. G. Kromiadi , il colonnello I. K. Sakharov , I. Jung, V. A. Ressler, conte G Lamsdorf , conte S. Palen, A. Vorontsov-Dashkov, V. Sobolevsky e il prete p. Ermogene (Kivachuk).
Nel marzo 1942, S. N. Ivanov si incontrò con il feldmaresciallo Günther von Kluge, comandante dell'Heeresgruppe Mitte, e ricevette il permesso da lui di formare unità nazionali russe da russi bianchi emigrati in Germania e da prigionieri di guerra sovietici dai campi di prigionia. A Borisov, Smolensk, Roslavl e Vyazma.
Anche i rappresentanti dell'Abwehr erano interessati alla proposta, che si aspettava di utilizzare il personale dell'unità formata non solo per combattere i partigiani nelle retrovie delle truppe tedesche, ma anche per usarli sotto forma di compagnie, plotoni e piccoli gruppi nella retroguardia delle truppe sovietiche.
Il villaggio di Osintorf, 35 km a nord di Orša, venne scelto come luogo di addestramento e quartier generale.
Oltre all'addestramento al combattimento, venne condotta anche l'elaborazione della propaganda.
I dirigenti del Esercito Popolare Nazionale Russo dissero ai loro subordinati che "il compito dell'esercito è la lotta contro il bolscevismo e gli ebrei per la creazione di un nuovo stato russo e il ripristino del sistema pre-rivoluzionario".
Secondo i partigiani sovietici, fino al 40% del personale complessivo condivideva sinceramente queste idee.
Il comando militare tedesco assegnò armi catturate di fabbricazione sovietica dai magazzini nelle retrovie dell'Heeresgruppe Mitte.
La maggior parte del personale dell'Esercito Nazionale Popolare Russo era armato di fucili, Mosin-Nagant 1891/30, e fucili SVT-40, 180 mitragliatrici di cui 45 mitragliatrici leggere, 24 mortai, otto cannoni anticarro da 45 mm, otto cannoni da artiglieria da 76 mm e due veicoli blindati un BA-10 e un BA-20.